# Родченков, Сергей Владимирович
Сергей Владимирович Родченков (род. 3 августа 1957, Осипенко, Запорожская область) — советский и украинский футболист, нападающий и полузащитник, украинский тренер. Мастер спорта СССР. Провёл более 580 матчей за клуб из Керчи.

## Биография
Воспитанник симферопольской ДЮСШ № 2. В 1975—1976 годах включался в заявку «Таврии», но не сыграл ни одного матча, затем некоторое время выступал в соревнованиях КФК.
В 1979 году перешёл в клуб второй лиги «Океан» (Керчь). В советских первенствах провёл в его составе 13 сезонов во второй и второй низшей лигах, сыграв за это время 514 матчей и забив 89 голов. Несколько раз достигал отметки в 10 забитых голов за сезон, лучший результат — 15 голов в 1980 году (лучший бомбардир клуба в сезоне). Участник контрольного матча сборной Крыма против сборной СССР в 1986 году (2:3).
После распада СССР некоторое время играл в России — во второй лиге за «Аган» (Радужный) и в третьей лиге за «Оку» (Коломна). В «Агане» стал лучшим бомбардиром клуба в сезоне 1992 года (9 голов). Также выступал в низших лигах Украины за клуб из Керчи, носивший в этот период названия «Войковец» и «Металлург». В конце карьеры играл в любительских соревнованиях за «Авангард» (Краматорск) и ФК «Керчь».
Всего за карьеру сыграл в керченском клубе в первенствах СССР и Украины на уровне профессионалов (мастеров) 588 матчей и забил 109 голов.
После окончания игровой карьеры работал взрослым и детским тренером в командах Керчи. В 2011 году возглавлял команду «Керчь», игравшую в чемпионате города и состоявшую из молодых воспитанников ДЮКФП и привёл её к победе. В 2012 году был главным тренером «Океана», игравшего в чемпионате Крыма. В 2015—2018 годах входил в тренерский штаб «Океана» и возглавлял его второй состав, также в это время продолжал работать с детскими командами. По состоянию на 2019 год работает тренером в ДЮКФП г. Керчи.